# بيونير 1
بيونير 1 (بالإنجليزية: Pioneer 1)‏ هي أول مسبار فضائي تطلقه وكالة ناسا. أطلقت في 11 أكتوبر 1958 وكان مقررا أن تصل إلى القمر ، ولكن ذلك لم يحدث بسبب خطأ برمجي في المرحلة العليا من الصاروخ وسقطت يوم 13 أكتوبر 1958 جنوب المحيط الهادئ.